# محمد علي الحوماني

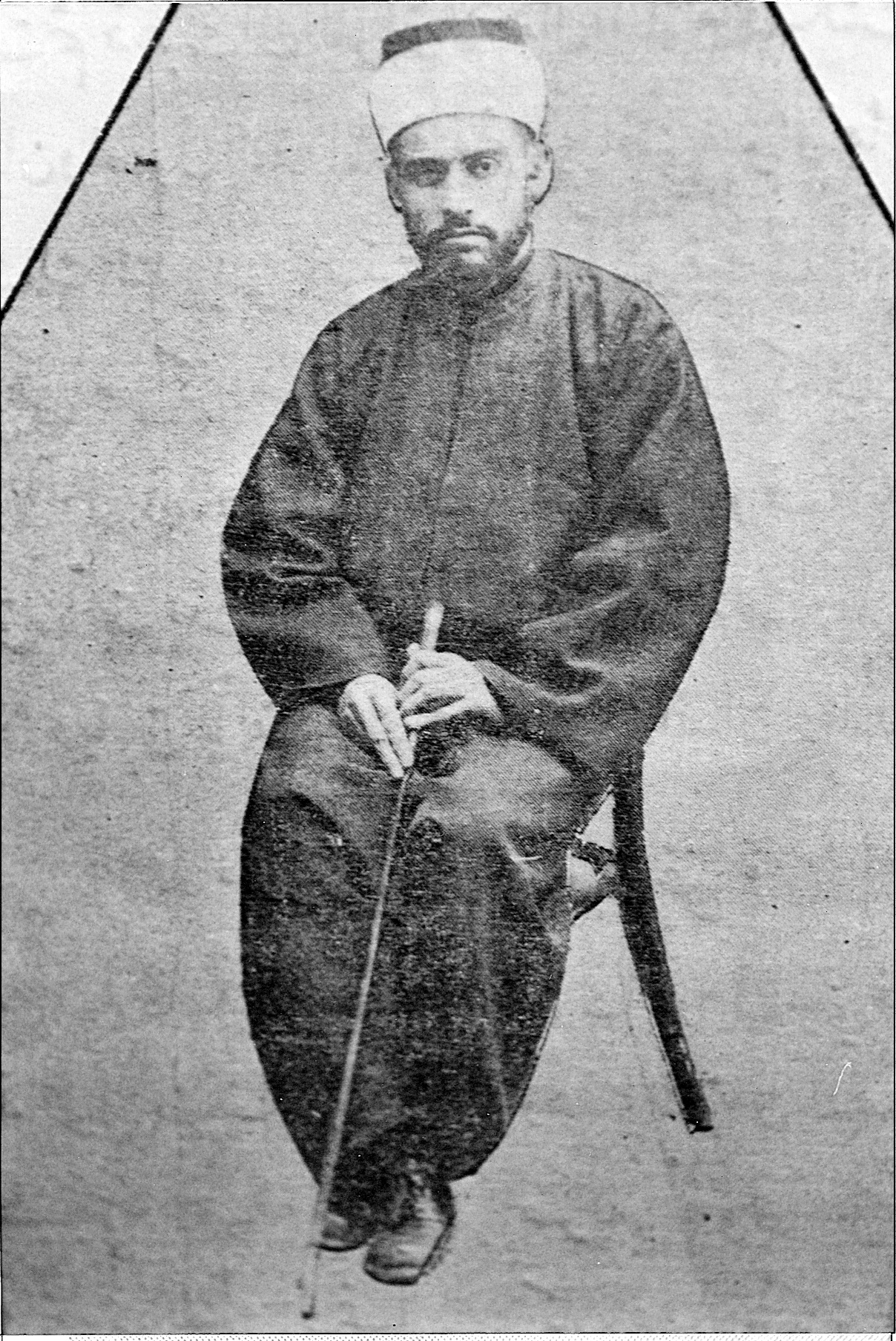
الشيخ محمد علي الحوماني في شبابه

أبو الرضا محمد علي الحوماني (1898 - 1964)،كاتب وأديب وشاعر من جبل عامل.

## نشأته ودراسته
ولد في حاروف (قضاء النبطية – لبنان) في العام 1898م، تلقى أولى دروسه في بيته على يد أبيه وأخيه، ثم انتقل إلى النبطية ودرس في مدرستها الابتدائية. بعدها تابع دراسته في مدرسة السيد حسن يوسف مكي في النبطية والتي كانت تعرف بالمدرسة الحميدية.
في العام 1922 هاجر إلى النجف، فدرس علوم المنطق والبلاغة واللغة، وكان من أساتذته في هذه المرحلة:
1. الشيخ محمد تقي صادق (النجف)
2. الشيخ محمد علي نعمه (النجف)
3. السيد محمد محمود الأمين (لبنان)
4. السيد حسن يوسف (لبنان)

ومن النجف ذهب إلى سوريا حيث حاز على الشهادة الثانوية عام 1932، وبعدها ذهب إلى لندن محاولا دراسة الأدب الإنكليزي، فعاد منها ولم يحقق هدفه.

## عمله ونشاطاته

### في مجال التعليم
عمل مدرسا في مدرسة الطيبة، ومن ثم في حاروف، وبعدها في جبشيت، لينتقل إلى شقراء، ومنها إلى النبطية، ثم إلى كلية التربية في طرابلس، كما عيّن عضوا في اللجنة الفاحصة لشهادة البكالوريا. 

### في مجال الصحافة
- أسس مجلة «العروبة»، التي كان تعنى بالمواضيع العلمية والأدبية واللغوية ما لبثت أن توقفت بسبب مواجهة رجال الدين لها آنذاك.
- شارك في تأسيس مجلة «الأمالي».
- كتب في مجلات وصحف عربية متعددة منها: الرسالة، والمقتطف، والهلال في مصر، والساعة في العراق، والمدينة المنورة في الحجاز.

### في المجال الاجتماعي
ساهم في تأسيس جمعية الإصلاح الخيرية 

### في المجال السياسي
كانت له مواقف ثابتة في مواجهة الاستعمار، وكان عضواً في مؤتمر وادي الحجير عام 1920، كما انتخب عضواً في مؤتمر الوحدة السورية بدمشق عام 1928 مندوباً عن جبل عامل، وكذلك مثّل الجمعيات الإسلامية للأمريكيتين في المؤتمر الإسلامي الذي عقد في بيت المقدس عام 1932.

## مؤلفاته
له نتاج أدبي غزير قارب الأربعين كتابا، غالبها في الشعر والأدب.

### في الشعر
أبرز مؤلفاته الشعرية:
1. ديوان الحوماني
2. نقد السائس والمسوس
3. ديوان القنابل
4. ديوان حواء
5. ديوان فلان
6. ديوان النخيل
7. ديوان أنت أنت
8. معلقات العصر
9. النجاة (شعر)
10. خلّان (شعر)

### في الأدب النثري
أما المؤلفات النثرية فهي:
1. المآسي (قصص)
2. في باريس (قصص)
3. وحي الرافدين
4. بين الرافدين (أو بين النهرين)
5. مع الناس
6. بلا سم
7. الأصفياء
8. دين وتمدين (5 أجزاء)
9. من يسمع
10. سلوى (رواية)
11. أدب المجالس
12. رجال الأدب
13. في ظلال الوحي

## أولاده

### رضا محمد علي الحوماني
ولده رضا شاعر ومهندس له مجموعة من الإنجازات العلمية، وينسب له جملة من الاختراعات التي ما زالت محل نقاش وجدل. 

### بناته
برز من بناته ثلاث كريمات هنّ سلوى وبلقيس وأميرة، جميعهنّ أديبات مميزات. 
- كبرى بناته سلوى هي أديبة وشاعرة وصحافية، لها العديد من الإصدارات الأدبية.
- والوسطى بلقيس تخصصت في فن القصص، ولها كتب مطبوعة.
- أما الصغرى أميرة فهي شاعرة وموسيقية، عملت على إحياء الفولكلوراللبناني، ولها مئات القطع الموسيقية والشعرية في الإذاعة اللبنانية.

## المنفى والوفاة
بسبب مناوئته لبعض رجال السياسة، وبعدما أصدر ديوانه اللاذع بالهجاء (ديوان فلان) بحق بعض الساسة وفي مقدمهم رئيس الحكومة اللبنانية آنذاك رياض الصلح، تم نفيه في العام 1945 فانتقل إلى دمشق ثم عمان فطهران فبغداد، وفي العام 1947م ذهب إلى الولايات المتحدة الأمريكية ومنها إلى مصر حيث استقر هناك.
ترك مصر عام 1961م، وعاد إلى الوطن، ثم لم يلبث أن توفي في الحادي عشر من نيسان 1964م ودفن في حاروف.

## شعره في المنفى
في المنفى عاش متنقلا كما أسلفنا بين دمشق والأردن والعراق والسعودية وطهران وصلا إلى مصر، وفي هذه الفترة أكثر من مدح ذوي المناصب السياسية وذوي المكانة الاجتماعية والأثرياء، فكان شعره وسيلة للتكسّب في هذه المرحلة، حتى أنه ألّف بعض دواوينه في مدحهم (المعلقات). وهذا اللون من الشعر أثار الكثير من الانتقادات بحق الشاعر محمد علي الحوماني، وكان أكثرها شدة وقساوة ما قاله السيد حسن الأمين في مستدرك أعيان الشيعة مما لا يحبّذ نقله في ترجمة هذا الشاعر.
وقد تركا إرثا ادبيا شعبياَ تناقله أهل بلدته ومثقفوها الذين عايشوا زمنه لا سيما المختار الحاج عيدالله عياش والمربي محمود عياش والشاعر الشعبي عباس حرقوص والمربي نظام حوماني وأحمد حوماني ووجيه حوماني بالإضافة لجميع أولاد الشاعر والمحبوبون من كل أهل حاروف لاخلاقهم الرفيعة...

## وصلات خارجية
- ترجمة محمد علي الحوماني في معجم البابطين
- محمد علي الحوماني في النجف زائراً حَدَثٌ وحَديثٌ تاريخيّان- مسار نيوز